# Krozal

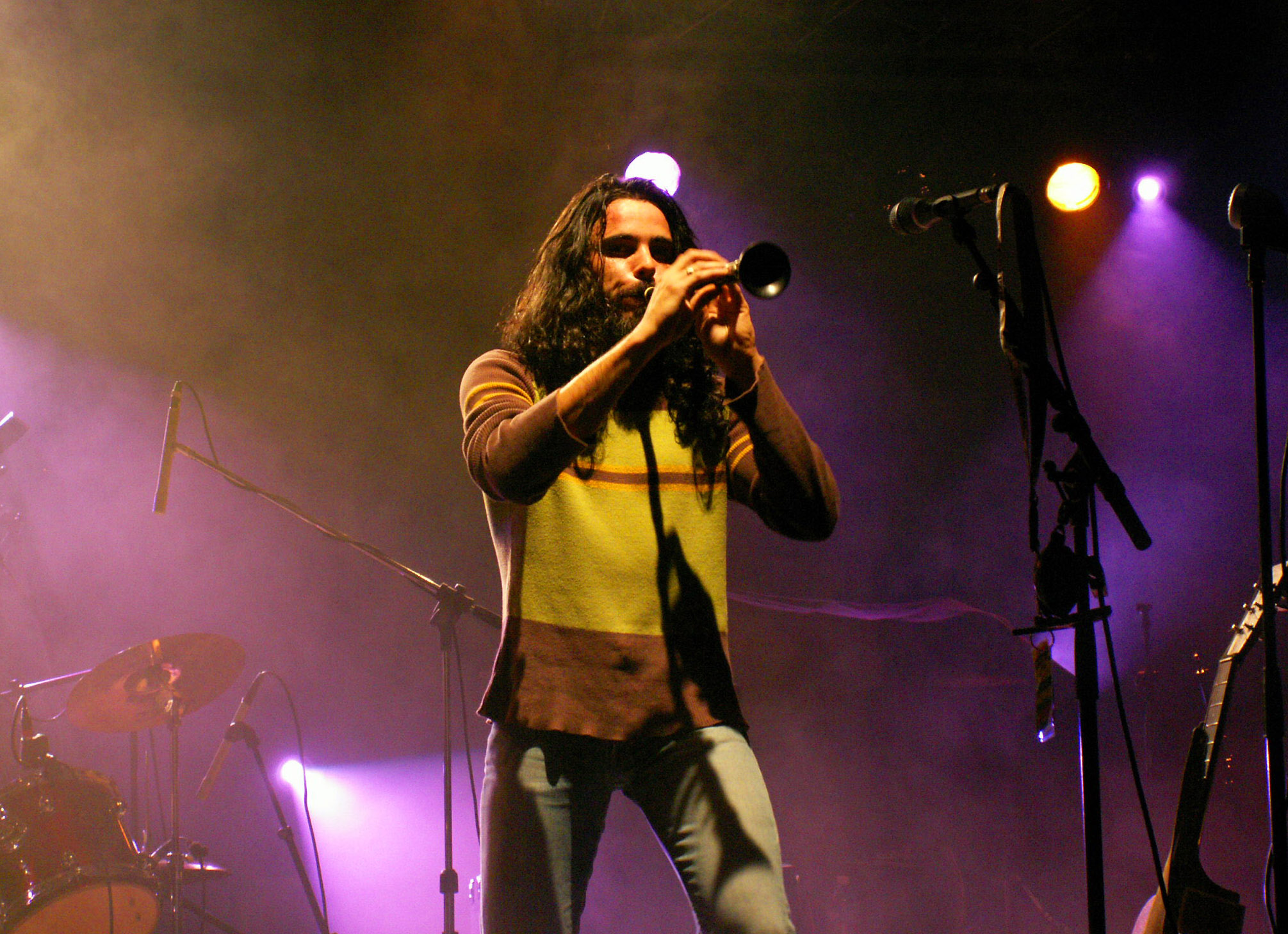
Tomaz Boucherifi-Kadiou en 2006

Krozal (en breton, « gronder ») est un groupe de musique breton éphémère ayant existé en 2000. Il était formé des membres du groupe Tornaod et de Claude Samard. Ce dernier, ayant composé pour la bande son d'un téléfilm une musique sur le naufrage de l’Erika, cherchait un groupe breton pour l'interpréter, et a enregistré avec Tornaod un mini-album de six titres portant sur cette marée noire.

## Œuvre
- Erika et Amoco, 2000 Une Musique/Sony France (avec la participation de TBK/Tomaz Boucherifi-Kadiou, Stephen Clark Swartz, Dimitri Halby, John Lang, Cécile Corbel et Julien Flous de Tornaod).